# 현오석
현오석(玄旿錫, 1950년 5월 5일 ~ , 충북 청주)은 대한민국의 부총리 겸 기획재정부 장관을 역임한 공무원이다.

## 학력
- 경기고등학교 졸업
- 서울대학교 경영학 학사
- 서울대학교 행정대학원 행정학 석사
- 펜실베이니아대학교 대학원 경제학 박사

## 경력
- 1973.10 : 제14회 행정고시 합격
- 1989 ~ 1991 : 세계은행 이코노미스트
- 경제기획원 동향분석과장
- 1993.4 ~ 1996.1 : 대통령비서실 경제비서관
- 1993.1 : 재정경제원 예산심의관
- 1998.3 ~ 1999.8 : 재정경제부 경제정책국 국장
- 1999.9 ~ 1999.11 : 재정경제부 국고국 국장
- 1999 ~ 2000 : 국민경제자문회의 기획조정실 실장
- 2000 ~ 2001 : 재정경제부 세무대학 학장
- 2002 ~ 2008 : 한국무역협회 국제무역연구원장
- 2002 : 연세대학교 국제학대학원 객원교수
- 2002 : 고려대학교 국제대학원 객원교수
- 2002 ~ 2007 : 국제신문 칼럼니스트
- 2003 ~ 2006 : 우리금융 사외이사
- 2004 ~ 2005 : 서울신문 칼럼니스트
- 2005 : 경제자유구역위원회 위원
- 2006 ~ 2008 : 증권예탁원 사외이사
- 2007 : 관세청 FTA 추진위원회 위원장
- 2007 : 제17대 대통령직인수위원회 자문위원
- 2008.3 ~ 2008.12 : 공공기관경영평가단장
- 2008.9 ~ 2009.3 : 카이스트 테크노경영대학원 교수
- 한국개발연구원 국제정책대학원대학교 총장
- 2009.4 ~ 2013.3: 제13대 한국개발연구원 원장
- 2010.9 : 서울 G20 정상회의 준비위원회 민간위원
- 2012.6 : 세계은행 지식자문위원회 자문위원
- 2013.3 ~ 2014.7 : 부총리 겸 기획재정부 장관
- 2013.10 : 지방자치발전위원회 지방분권분과위원회 위원
- 2014.07 ~ 2018 : 국립외교원 석좌교수
- 2016.09 ~ 2018 : 아시아인프라투자은행 국제자문단
- 2018.03 ~ : GS 사외이사
- GS 감사위원회 위원
- GS ESG위원회 위원장
- 한미우호협회 고문

## 수상
- 1993 : 녹조근정훈장

## 논란

### 발언
- 2014년 1월 23일 "어리석은 사람은 무슨 일이 터지면 책임을 따진다"며 "금융 소비자도 정보를 제공하는 단계에서부터 신중해야 한다. 정보 제공에 동의하지 않았느냐"[1]라고 했다.
- 2014년 1월 24일 카드 3사에서 발생한 개인정보유출 사건을 해명하는 과정에서 "우리가 다 정보제공에 동의해줬지 않느냐"라고 발언해 물의를 빚었고, 논란이 커지자 다음날 "어제 오늘 '말의 무거움'을 많이 느꼈다"며 사과하였다.[2]